# Татра T7B5
Татра T7B5 е модел четириосни трамваи, произвеждани в годините 1988 – 1993 от фирмата ЧКД в Прага, Чехия. Той е наследник на трамваите Татра T6B5.
През 1988 година са били произведени два прототипа от трамвайните мотриси Tatra T7B5 с тристорно управление.

## Конструкция
Трамваят Татра T7B5 е четириосен с една секция и една кабина, позволяваща еднопосочно движение. Има три врати. Мотрисата разполага с четири тягови двигателя. Водещи са първата и втората талига. Ширината на талигите е 1435 mm, но има и с ширина 1524 mm. Този тип трамваи са пряко развитие на серията T6B5, като основните разлики са в размерите и теглото.

## Технически параметри
- Дължина: 15,3 m
- Широчина: 2,5 m
- Височина: 3,145 / 3,450 m
- Тегло на празна мотриса: 20,0 / 19,8 t
- Максимален брой пътници: 160
  - седящи: 20
  - правостоящи: 140
- Максимална мощност: 4 х 50 kW
- Напрежение: 600 V DC
- Максимална скорост: 65 km/h
- Междурелсие: 1435 / 1524 mm

## Разпространение
От 1988 до 1993 г. са произведени 8 мотриси.

### Чехия
| Град | Тип  | Година на доставяне | Брой мотриси | Инвентарни номера | Междурелсие | Забележки |
| ---- | ---- | ------------------- | ------------ | ----------------- | ----------- | --------- |
| ЧКД  | T7B5 | 1989                | 1            | 0024              | 1435 mm     |           |

### Норвегия
| Град | Тип  | Година на доставяне | Брой мотриси | Инвентарни номера | Междурелсие | Забележки                      |
| ---- | ---- | ------------------- | ------------ | ----------------- | ----------- | ------------------------------ |
| Осло | T7B5 | 1991                | 1            | 200               | 1435 mm     | Бил доставен в град Гьотеборг. |

### Русия
| Град   | Тип  | Година на доставяне | Брой мотриси | Инвентарни номера | Междурелсие | Забележки |
| ------ | ---- | ------------------- | ------------ | ----------------- | ----------- | --------- |
| Москва | T7B5 | 1989 – 1993         | 6            | 7001 – 7006       | 1524 mm     |           |